# Степовое (Покровский район)
Степовое (укр. Степове) — село,
Березовский сельский совет,
Покровский район,
Днепропетровская область,
Украина.
Код КОАТУУ — 1224282307. Население по переписи 2001 года составляло 16 человек.

## Географическое положение
Село Степовое находится на расстоянии в 2 км от села Берёзовое.
Рядом с селом протекает пересыхающий ручей с запрудами.

## История
- 1922 — дата основания.
- В 1946 г. хутор Участок №75 переименован в Степовый[2].